# Kris Jenner
Kris Jenner, właśc. Kristen Mary Houghton Kardashian Jenner (ur. 5 listopada 1955 w San Diego) – amerykańska bizneswoman, osobowość telewizyjna, celebrytka znana z programu Z kamerą u Kardashianów.
8 lipca 1978 roku poślubiła znanego amerykańskiego prawnika Roberta Kardashiana. Para miała ze sobą czwórkę dzieci: Kourtney Kardashian (ur. 18 kwietnia 1979), Kim Kardashian (ur. 21 października 1980), Khloé Kardashian (ur. 27 czerwca 1984) i Robert Kardashian jr. (ur. 17 marca 1987) – wszystkie dzieci występują w rodzinnym reality show Z kamerą u Kardashianów.
W 1991 Kris rozwiodła się z Kardashianem i w kwietniu tego samego roku wyszła za mąż za olimpijczyka Bruce’a Jennera, z którym ma dwie córki, Kendall Jenner (ur. 3 listopada 1995) i Kylie Jenner (ur. 10 sierpnia 1997). Przez drugiego męża ma czworo pasierbów i pasierbic: Burtona i Cassandrę Lynn „Casey” (z pierwszego małżeństwa Jennera z Chrystie Crownover) oraz Brandona i Brody’ego z drugiego małżeństwa Jennera z Lindą Thompson.
W grudniu 2014 roku Kris rozwiodła się z Jennerem, który niedługo później dokonał korekty płci i przyjął imię Caitlyn. Od 2014 roku spotyka się z Corey'em Gamble.